# Helota ritsemana
Helota ritsemana là một loài bọ cánh cứng trong họ Helotidae. Loài này được Heller miêu tả khoa học năm 1923.